# Melisopalinología

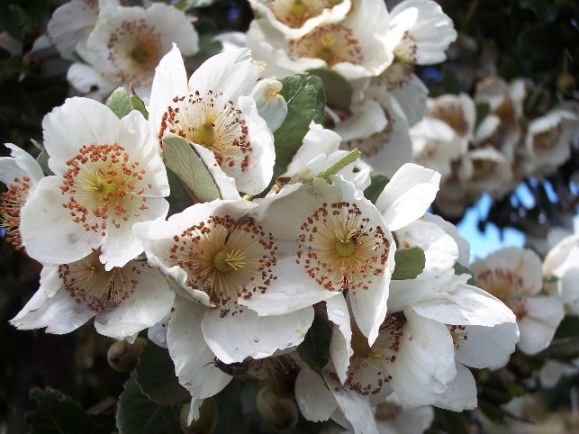
fuente de néctar de ulmo E.cordifolia

La melisopalinología es una rama de la palinología (del gr melissa, de meli miel, y palinologia, ciencia de los polenes). Sus dos objetivos mayores son la ubicación geográfica de las mieles y la identificación de los tipos, esto último con base en la presencia significativa de determinado tipo de grano de polen, por ejemplo ulmo (Eucryphia cordifolia). Como el filtrado está permitido, este método no permite determinar el origen botánico. En tal caso se emplean métodos físico-químicos, incluyendo quimiometría de parámetros usuales (conductividad eléctrica, HMF, pH, color), análisis sensorial, que puede ser optimizado con compuestos de referencia; análisis de compuestos volátiles (con o sin SPME). En el actual estado del arte una combinación de métodos físico-químicos, palinológicos y análisis sensorial permite una completa determinación del producto. Sin embargo, la decisión de pureza monofloral se hace mediante métodos organolépticos.

## Norma chilena
Con la última modificación de la norma chilena, se reconocen mieles mono-, bi- y poliflorales (NCh2981 2005)., La terminología se encuentra en los artículos NCh616 "Clasificación y requisitos generales" y NCh617 extracción de muestras y métodos de ensayo. Para el rotulado de miel filtrada véase el protocolo argentino